# Beloved Infidel
Beloved Infidel is een Amerikaanse dramafilm uit 1959 onder regie van Henry King. Het scenario is gebaseerd op de memoires van de Amerikaanse columniste Sheilah Graham. De film werd destijds in Nederland uitgebracht onder de titel De minnaar van S.

## Verhaal
De auteur F. Scott Fitzgerald is scenario's gaan schrijven voor filmstudio's in Hollywood om te kunnen betalen voor de opname van zijn vrouw in een psychiatrische inrichting. Hij maakt kennis met de columniste Sheilah Graham. Zij wordt zijn muze en ze helpt hem met zijn drankprobleem.

## Rolverdeling
| Acteur         | Personage           |
| -------------- | ------------------- |
| Gregory Peck   | F. Scott Fitzgerald |
| Deborah Kerr   | Sheilah Graham      |
| Eddie Albert   | Bob Carter          |
| Philip Ober    | John Wheeler        |
| Herbert Rudley | Stan Harris         |
| John Sutton    | Lord Donegall       |
| Karin Booth    | Janet Pierce        |
| Ken Scott      | Robinson            |